# Cratere Saltu
Saltu è un cratere sulla superficie di Ganimede.